# Écurie (sumo)
 (avril 2022).
La mise en forme du texte ne suit pas les recommandations de Wikipédia : il faut le « wikifier ».
Les points d'amélioration suivants sont les cas les plus fréquents. Le détail des points à revoir est peut-être précisé sur la page de discussion.
- Les titres sont pré-formatés par le logiciel. Ils ne sont ni en capitales, ni en gras.
- Le texte ne doit pas être écrit en capitales (les noms de famille non plus), ni en gras, ni en italique, ni en « petit »…
- Le gras n'est utilisé que pour surligner le titre de l'article dans l'introduction, une seule fois.
- L'italique est rarement utilisé : mots en langue étrangère, titres d'œuvres, noms de bateaux, etc.
- Les citations ne sont pas en italique mais en corps de texte normal. Elles sont entourées par des guillemets français : « et ».
- Les listes à puces sont à éviter, des paragraphes rédigés étant largement préférés. Les tableaux sont à réserver à la présentation de données structurées (résultats, etc.).
- Les appels de note de bas de page (petits chiffres en exposant, introduits par l'outil «  Source ») sont à placer entre la fin de phrase et le point final[comme ça].
- Les liens internes (vers d'autres articles de Wikipédia) sont à choisir avec parcimonie. Créez des liens vers des articles approfondissant le sujet. Les termes génériques sans rapport avec le sujet sont à éviter, ainsi que les répétitions de liens vers un même terme.
- Les liens externes sont à placer uniquement dans une section « Liens externes », à la fin de l'article. Ces liens sont à choisir avec parcimonie suivant les règles définies. Si un lien sert de source à l'article, son insertion dans le texte est à faire par les notes de bas de page.
- La présentation des références doit suivre les conventions bibliographiques. Il est recommandé d'utiliser les modèles {{Ouvrage}}, {{Chapitre}}, {{Article}}, {{Lien web}} et/ou {{Bibliographie}}. Le mode d'édition visuel peut mettre en forme automatiquement les références.
- Insérer une infobox (cadre d'informations à droite) n'est pas obligatoire pour parachever la mise en page.

Pour une aide détaillée, merci de consulter Aide:Wikification.
Si vous pensez que ces points ont été résolus, vous pouvez retirer ce bandeau et améliorer la mise en forme d'un autre article.
Pour les articles homonymes, voir Écurie (homonymie).

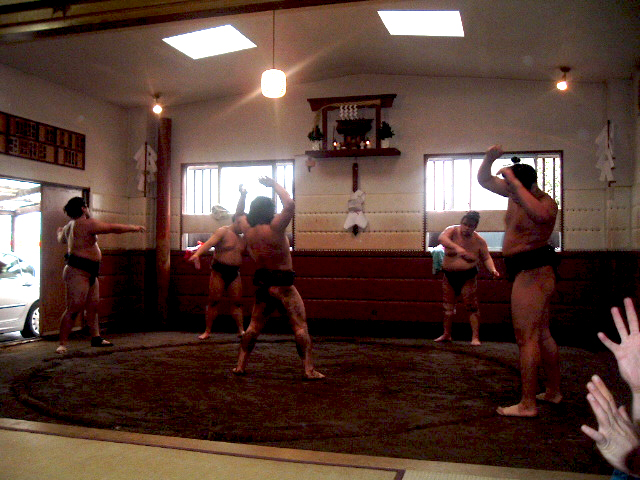
Lutteurs de sumo s'entraînant dans une écurie

Dans la lutte sumo, une écurie, heya (部屋, lit. « pièce »), est une organisation de lutteurs de sumo au sein de laquelle ceux-ci vivent et s'entraînent sous la direction d'un maître, propriétaire & entraîneur en chef, appelé oyakata et affilié à l'Association japonaise de sumo. Tous les lutteurs de sumo professionnels doivent appartenir à une écurie. Il existe actuellement 45 écuries , chacune appartenant à l'un des cinq ichimon (groupements). Leur taille varie, la plus grande ayant plus de trente lutteurs et la plus petite seulement deux. La plupart sont situées dans et autour du quartier Ryōgoku de Tokyo, le cœur traditionnel du sumo, bien que le prix élevé des terrains ait conduit à la construction de nouvelles écuries dans d'autres parties de Tokyo et de sa banlieue.
Une écurie sumo peut également être appelée « sumo-beya ». Lorsqu'il arrive en deuxième position dans un mot composé, heya se prononce beya en raison d'une tendance phonologique japonaise appelée rendaku, par exemple l'écurie Kokonoe est appelée « Kokonoe-beya ».

## Gestion et vie des lutteurs
La plupart des écuries ont un réseau de recruteurs, qui peuvent être eux-mêmes d'anciens lutteurs, des amis de l'entraîneur en chef ou des supporters. Ils surveillent tout jeune homme puissant ou athlétique et suivent les résultats des compétitions de sumo et de judo locales. La plupart des nouvelles recrues rejoignent leur écurie à l'âge de 15 ou 16 ans, directement après le collège.
La vie en communauté dans l'écurie est structurée selon des règles strictes associées en partie au niveau des lutteurs. Ceux qui appartiennent aux divisions inférieures réalisent des corvées pour la communauté, par exemple la préparation du chankonabe pour le déjeuner pendant que les sekitori effectuent leur entraînement. Les vêtements et sandales portés par les lutteurs sont également différents selon la division à laquelle ils appartiennent. Les infractions aux règles sont passibles de sanction à l'encontre du lutteur concerné et de son maître.
Une journée typique au sein d'une écurie commence par un réveil à cinq heures du matin (sept heures pour les sekitori), suivi de l'entraînement matinal, du déjeuner et d'une sieste. A l'issue de celle-ci les lutteurs en formation réalisent des corvées tandis que les sekitori effectuent un second entraînement. Ensuite vient un premier temps libre, suivi du dîner et d'un second temps libre jusqu'au couvre-feu à 22h30. L'ensemble des lutteurs dort dans la même pièce, à l'exception des sekitori, qui ont leur propre chambre, et des lutteurs mariés, qui disposent de leur propres appartements[réf. souhaitée].
On s'attend à ce qu'un lutteur reste attaché à la même écurie tout au long de sa carrière. Il n'y a pas de système de transfert dans le sumo. Les seules exceptions sont si l'entraîneur qui l'a repéré initialement part pour fonder une nouvelle écurie, auquel cas il peut être autorisé à suivre ce dernier, ou si une écurie ferme en raison de la retraite ou du décès du maître d'écurie, d'une mauvaise gestion ou de raisons financières, auquel cas les lutteurs restants sont souvent autorisés à rejoindre une autre écurie, généralement au sein du même ichimon.

### Règle spéciale
Une règle stipule que les lutteurs de la même écurie ne s'affrontent jamais dans un tournoi principal, sauf lors des éliminatoires d'un yūshō ou d'un championnat de division. Cela a notamment fonctionné à l'avantage des frères Takanohana et Wakanohana, car bien qu'ils aient tous deux atteint le rang de yokozuna, ils n'ont jamais eu à se battre (à l'exception d'un combat éliminatoire en 1995) car ils appartenaient tous les deux à l'écurie Futagoyama.

## Fondation et transmission
Une écurie ne peut être créée que par un oyakata, ancien lutteur disposant d'une licence d'entraîneur qu'il a rachetée ou dont il a hérité. Une écurie porte toujours le nom de son fondateur. Un propriétaire est obligé de prendre sa retraite et de transmettre la propriété d'une écurie à 65 ans. Lorsqu'un nouveau maître qui n'a pas hérité du nom de son prédécesseur prend en charge une écurie, le nom de celle-ci est généralement remplacé par le nom du nouveau propriétaire. D'autres oyakata peuvent être attachés à l'écurie.
En septembre 2006, l'Association japonaise de sumo a resserré les règles d'ouverture de nouvelles écuries. Désormais, seuls les oyakata qui ont passé au moins 25 tournois classés en san'yaku ou 60 tournois dans la meilleure division makuuchi peuvent ouvrir une écurie. Les critères pour hériter d'une écurie existante sont beaucoup moins stricts - l'ancien Kanechika, par exemple, a pu reprendre l'écurie Miyagino bien qu'il n'ait jamais combattu dans la première division, car seuls 12 tournois makuuchi ou 20 jūryō sont nécessaires.
Tout comme les lutteurs, tous les tokoyama (coiffeurs), gyōji (arbitres) et yobidashi (assistants) sont rattachés à une écurie spécifique où ils commencent et terminent normalement leur carrière.

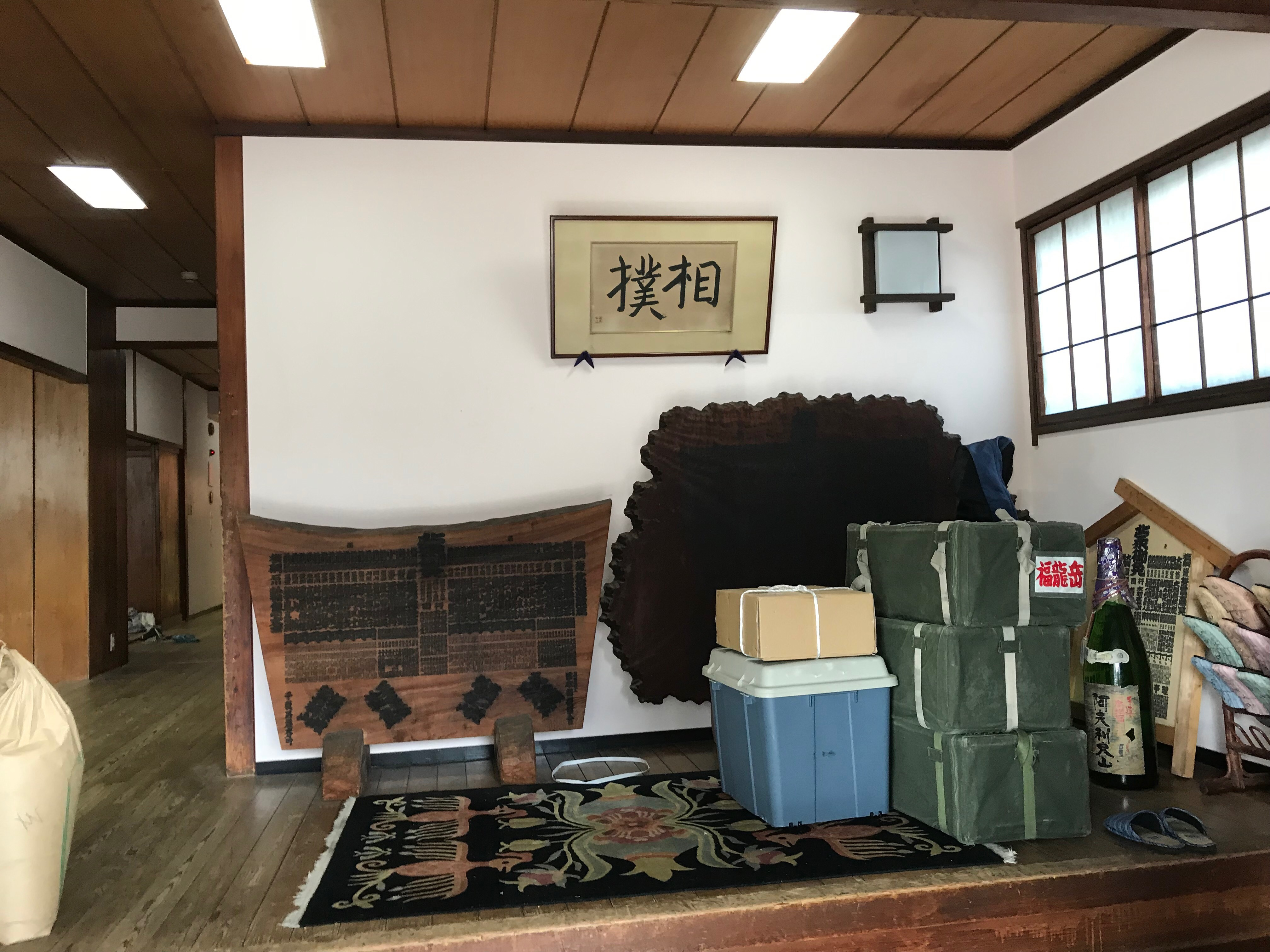
Le genkan de l'écurie Dewanoumi

## Visite
La plupart des écuries autorisent les visiteurs à assister gratuitement à l'entraînement matinal ( keiko ), bien que les règles varient d'une écurie à l'autre selon la taille du groupe et si un préavis ou un locuteur japonais sont requis.